# 高澄
高澄（521年—549年），字子惠，北魏、东魏权臣高欢之子，父亲死后，任相國，繼承父親渤海王的爵位，後又晉封齊王。北齐追尊为文襄帝。

## 生平
高澄是高歡与娄昭君所生的長子，生来就非常聪明，对政事有独到见解，自幼深得父亲喜爱和重用。北魏中兴元年（531年），立为渤海王世子。10岁时曾独自出马为高欢招降高敖曹。11岁时以高欢特使的身份两次去洛阳朝觐孝武帝元修。中兴二年（532年），加侍中、开府仪同三司，尚孝静帝妹冯翊公主，史书中赞叹他神情俊爽，恍若成人。天平元年（534年），加使持节、尚书令、大行台、并州刺史。天平三年（536年），入辅朝政，加领左右、京畿大都督。朝臣们虽听说高澄年轻老成，有风度、有见识，但总觉得他是个少年，心里并不服气。当看到他驾驭全局，有胆略、有气魄，在朝堂上做宰相时听断如流，处理问题及时妥切，不由得个个心悦诚服。元象元年（538年），高澄兼任吏部尚书。
兴和二年（540年），高澄加大将军，领中书监，仍代理吏部尚书。北魏从崔亮开始挑选官员就论资排辈，不按才能选取。高澄废除了这一个制度，开始根据才能名望挑选官员，亲自写书征召各地有才学有名望的士子为朝廷效力。当时品德好、有本事的人，都得到了提拔重用，有的一时安排不了相应的位置，高澄就将他们召为宾客，在自己府中供养起来，有时间便与他们一起游园娱乐赋诗，使这些人各得其所，各尽所长。

## 惩治贪污
自从河阴之变后，尔朱荣为了安定朝中人心，上奏滥封官爵。赠荫一事，渐渐变得杂滥无章，平庸无能的官员动辄高官厚禄，被有识之士所非议。武定年间，高澄开始纠正其过失，使得追赠褒扬渐有章法。高澄推荐铁面无私的崔暹为御史中尉，严厉打击那些无法无天的贪官污吏，尤其是窃据高位的权贵，有许多人被绳之以法。官场风气大有改观，人心为之一振。兴和三年（541年），高澄在麟趾阁和群臣编纂议定了律法《麟趾格》，并颁布天下。《麟趾格》是《北齐律》的蓝本，又是隋唐律法的直接渊源，影响一直波及后世。

## 爱重贤才
在高澄的主持下，朝廷将治国的政策书于榜上，公开张贴在街头，供天下百姓自由评论，发表意见。对那些提出建议或批评时事的人，都给予优厚的待遇，即使言过其实或言辞激烈，也予以宽容，不加罪责。由于百姓的称赞，高澄的威望更加上升。在这段时期内，东魏与南方的梁朝关系比较和睦，双方的使节往来频繁。然而，为了显示各自的“国威”，东魏与南朝梁的使节都竭力在言辞、才学方面争锋，常常出现热烈辩论的场面。无论是梁使至邺城（今河北临漳），还是魏使至建康，都是如此，久而成为惯例。高澄则乐于此道，每当设宴招待梁使，高澄或者亲自到场，或者派遣属下与会。凡是东魏方面有所妙论、他都兴奋异常，为之鼓掌助威。他也因此召揽了一大批文人学士．或罗致门下，以为宾客；或推荐给朝廷，出任各级官吏。

## 悬称五铢
东魏兴和三年（541年），有雀衔永安五铢置于高欢座前，高澄令百炉别铸此钱，又称“令公百炉”钱。北魏末年战乱，导致经济紊乱、货币贬值，民间私铸大量假钱。高澄在武定初年开始改革这项弊政，令人前往全国各地，将铸钱用的铜和原有的钱币收集起来，重新铸造。然而民间偷铸假钱的情况仍然屡禁不绝。因此高澄在武定六年（548年）进行新的货币改革，改用悬秤五铢。
东魏武定六年（548年）所铸永安五铢，号称“重如其文”，是一种足重货币。它的铸造是魏晋南北朝货币史上由乱到治的转折点，是后世足重货币“开皇五铢”的先驱。为促进足重货币的流通，高澄还采取了强硬的手段，《魏书·食货志》：“计百钱重一斤四两二十铢，自余皆准此为数。其京邑二市、天下州镇郡县之市，各置二称，悬于市门，私民所用之称，皆准市称以定轻重。” 由于武定六年永安五铢，曾被作为标尺，悬在市场的门上，以称量入市货币的轻重。因此在钱币学上，一般也将武定六年的永安五铢称之为“悬称五铢”。

## 大权在握
高歡在547年死後，高澄繼任大丞相，都督中外諸軍，坐鎮晉陽。其美姿容，善言笑，氣度高華，聰明過人，愛士好賢，爽直義氣；但又傲慢氣盛，性格暴烈，情慾豪侈，任性恣睢。與高欢之妾、原魏廣平王妃鄭大車通姦；高歡死後，高澄按照柔然習俗，接收了高歡的次妻蠕蠕公主，並生下了一個女兒。親信崔季舒指稱薛置書的夫人元氏甚美，高澄把元氏騙到府中予以姦淫，元氏痛斥高澄是人面獸心。崔季舒將她移送廷尉府治罪，廷尉陸操以無罪釋之。
孝靜帝曾在打猎时骑马疾驰，就被监卫都督乌那罗受工伐劝止，理由是高澄会不悦；孝静帝不满高澄掌权，在被高澄举大酒杯敬酒時说“自古无不亡之国，朕活着有什么意思”，高澄就怒罵道：“朕，朕，狗腳朕！”並令中书黄门郎崔季舒打了他三拳。孝靜帝不堪忧辱，咏谢灵运之诗：“韩亡子房奋，秦帝仲连耻。本自江海人，忠义动君子。”侍讲大臣荀济和尚书祠部郎中元瑾、长秋卿刘思逸、华山王元大器、淮南王元宣洪及济北王元徽等商量，要想辦法除掉高澄，即在皇宫日夜挖掘通往城外的秘密通道。事機不密，被高澄得知，高澄马上带兵直闯进宫，直斥孝静帝图谋造反，虽然当时被孝静帝驳斥得痛哭谢罪并一起痛饮到深夜，但仅三天后，高澄就把孝静帝幽禁在含章堂，将荀济等人在市场上烹杀。549年，高澄计划夺取东魏政权，却在邺城（今河北临漳邺城镇一带）被家中廚子蘭京暗杀刺死，年僅29歲。
550年，其弟高洋正式稱帝，為北齊文宣帝。高洋追尊高澄为文襄皇帝，庙号世宗。

## 评价
《北史·齐本纪上第六》：“文襄嗣膺霸道，威略昭著。内除奸逆，外拓淮夷，摈斥贪残，存情人物。而志在峻法，急于御下，于前王之德，有所未同。盖天意人心，好生恶杀，虽吉凶报应，未皆影响。总而论之，积善多庆。”

## 廟庭
皇建元年，齊孝昭帝建立三廟，其中世宗廟以故太師清河王高岳、故太宰安德王韓軌、故太宰扶風王可朱渾道元、故太師高昂、故大司馬劉豐、故太師万俟受洛干、故太尉慕容紹宗七人配饗。但於天統四年，太上皇帝高湛下詔將世宗、顯祖二廟連同配臣併入齊神武廟。

## 家族

### 父母
- 神武帝高歡
- 武明皇后婁昭君

### 兄弟姐妹
- 二弟：高洋，北齊文宣帝，母為武明皇后
- 三弟：高浚，永安簡平王，母王氏
- 四弟：高淹，平陽靖翼王，母穆娘
- 五弟：高浟，彭城景思王，母大爾朱氏
- 六弟：高演，北齊孝昭帝，母為武明皇后
- 七弟：高渙，上黨剛肅王，母韓智輝
- 八弟：高淯，襄城景烈王，母為武明皇后
- 九弟：高湛，北齊武成帝，母為武明皇后
- 十弟：高湝，任城王，母小爾朱氏
- 十一弟：高湜，陽康穆王，母游氏
- 十二弟：高濟，博陵文簡王，母為武明皇后
- 十三弟：高凝，華山王，母大爾朱氏
- 十四弟：高潤，馮翊王，母鄭大車
- 十五弟：高洽，漢陽敬懷王，母馬氏

### 妻妾
- 文襄敬皇后
- 蠕蠕公主
- 宋氏
- 王氏
- 陳氏
- 燕氏
- 不详，生高长恭
- 元玉仪，東魏瑯琊公主

### 其他後宮
- 宮人李昌仪
- 元静仪，外妇，元玉仪的姐姐

### 子女
- 河南王高孝瑜，母親是宋氏
- 廣寧王高孝珩，母親是王氏
- 蘭陵王高長恭，母親不詳
- 河間王高孝琬，母親是文襄敬皇后
- 安德王高延宗，母親是陳氏
- 漁陽王高紹信，母親是燕氏
- 樂安公主，母親是文襄敬皇后
- 高氏，母親文襄敬皇后
- 高氏，母亲蠕蠕公主

## 延伸阅读
[在维基数据编辑]
 《北齊書·卷3》，出自李百药《北齊書》
 《北史·卷006》，出自李延壽《北史》
 在维基共享资源阅览影像